# Thrasimund I de Spoleto
Thrasimund I sau Transamund I a fost conte de Capua, iar apoi duce de Spoleto de la 663 până la 703.
Thrasimund I a fost un susținător loial al ducelui Grimoald I de Benevento. De altfel, Thrasimund l-a sprijinit pe Grimoald în a uzurpa poziția de rege al longobarzilor în anul 662. Ca răsplată, Grimoald i-a acordat mâna fiicei sale și i-a conferit ducatul de Spoleto după moartea ducelui Atto. Thrasimund a condus alături de fratele său, Wachilapus și a fost succedat de fiul său, Faroald al II-lea după o domnie de aproape 40 de ani.